# Пєерітса
Пє́ерітса (ест. Pööritsa küla) — село в Естонії, у волості Елва повіту Тартумаа.

## Населення
Чисельність населення на 31 грудня 2011 року становила 94 особи.

## Історія
До 24 жовтня 2017 року село входило до складу волості Конґута.